# Carl Lorenz
Pour les articles homonymes, voir Lorenz.

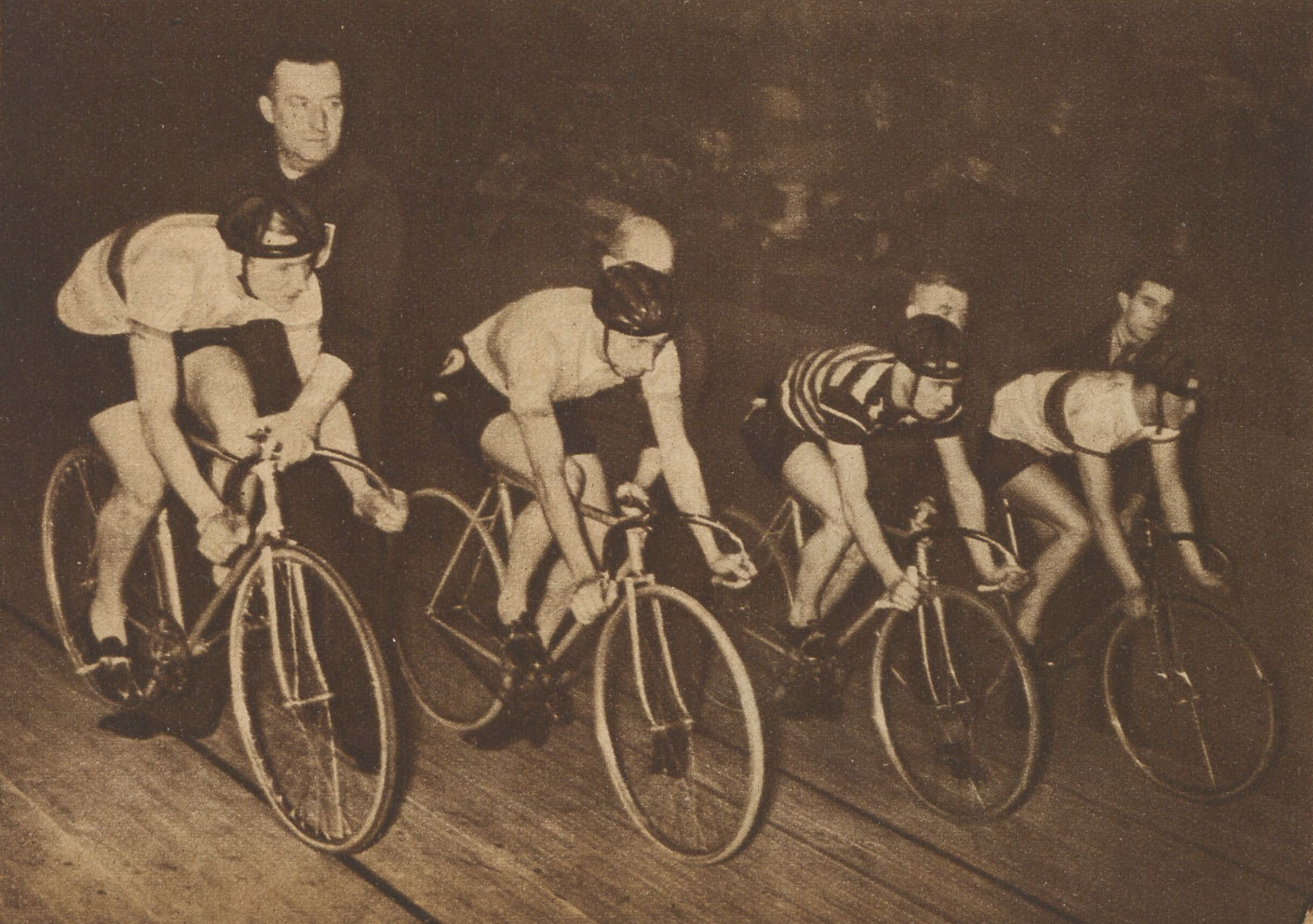
Lorenz, Maton, Georget et Hasselberg, match France-Allemagne à la Deutschlandhalle de Berlin, 27-11-1936

Carl Lorenz (né le 27 novembre 1913 à Riesa et mort le 25 novembre 1993 à Bad Liebenwerda) est un coureur cycliste allemand, champion olympique de tandem avec Ernst Ihbe aux Jeux olympiques de 1936 à Berlin.

## Biographie
Carl Lorenz pratique d'abord le cycle-ball avant de passer à la piste en 1934. Aux championnats du monde de 1934, il rencontre Arie van Vliet en quart de finale de la vitesse amateur et est éliminé après être sorti de la piste. Il forme cette année-là un tandem avec Ernst Ihbe. Aux championnats de Grande-Bretagne open de 1934, lors du premier tour, Lorenz occupe la place à l'avant du tandem. Ils s'inclinent. Dans le tour de repêchage Ihbe passe à l'avant. La paire gagne ce repêchage, et remporte le championnat britannique. Ihbe court jusqu'à la fin de la carrière à l'avant du tandem. Ihbe et Lorenz remportent ensemble deux championnats d'Allemagne. Aux Jeux olympiques de Berlin en 1936, Lorenz et Ihbe remportent la médaille d'or. À partir de 1937, Carl Lorenz est professionnel, sans grand succès.
En 1955, Lorenz devient entraîneur au SC Dynamo Berlin. Aux Jeux olympiques de 1960, les cyclistes qu'il entraîne sont médaillés d'argent en tandem et en poursuite.

## Palmarès

### Jeux olympiques
- Berlin 1936
  -  Champion olympique de tandem (avec Ernst Ihbe)

### Championnats nationaux
- Championnat de Grande-Bretagne de tandem en 1934,
- Championnat d'Allemagne de tandem en 1936

### Sources
- (de) Cet article est partiellement ou en totalité issu de l’article de Wikipédia en allemand intitulé « Carl Lorenz (Radsportler) » (voir la liste des auteurs).